# Pumpel·lyïta
Pumpel·lyïta és el nom d'un grup de minerals de la classe dels silicats. També és com es coneixen alguns dels minerals d'aquest grup: pumpel·lyïta-(Al), Pumpel·lyïta-(Fe²⁺), pumpel·lyïta-(Fe3+), pumpel·lyïta-(Mg) i Pumpel·lyïta-(Mn²⁺). Rep el nom del geòleg americà Raphael Pumpelly (1837-1923).

## Grup pumpel·lyïta
Els minerals del grup pumpel·lyïta tenen la fórmula Ca₂XZ (Si₂O₇) (SiO₄) A₂·H₂O. On:
X = Mg, Fe2+, Fe3+, Al, Mn2+, V3+
Z = Al, Fe3+, Mn3+, V3+, Cr3+
A = OH, O
Si hi ha ions trivalents en la posició X, els ions d'òxid substitueixen els ions d'hidròxid en la posició A per a l'equilibri de càrregues. El nom de l'arrel de les espècies es determina per l'ió dominant en la posició Z:
Z = Al: Pumpel·lyïta
Z = Fe3+: Julgoldita
Z = Mn3+: Okhotskita
Z = V3+: Poppiita
Z = Cr3+: Shuiskita
L'ió dominant en la posició X s'afegeix entre parèntesis al nom de l'arrel. Tanmateix, això no passa amb l'okhotskita, la poppiita i la shuiskita, de cadascuna de les quals només una espècie ha estat trobada en la natura.
El grup està compost pels minerals següents:
Julgoldita-(Fe2+)
La julgoldita-(Fe2+) té la fórmula Ca₂(Fe2+,Mg)(Fe3+,Al)₂(Si₂O₇)(SiO₄)(OH)₂·H₂O. L'exemplar tipus d'aquest mineral prové de Långban (Suècia).
Julgoldita-(Fe3+)
Va ser el primer exemplar descrit de la sèrie de la julgoldita, i va rebre el nom l'any 1971 per Julian Royce Goldsmith (1918-1999), geoquímic americà de la Universitat de Chicago. La seva fórmula és Ca₂(Fe3+,Mg)(Fe3+,Al)₂(Si₂O₇)(SiO₄)(OH,O)₂·H₂O. L'exemplar tipus d'aquest mineral també prové de Långban (Suècia).
Julgoldita-(Mg)
La julgoldita-(Mg) té fórmula Ca₂(Mg,Fe2+)(Fe3+,Al)₂(Si₂O₇)(SiO₄)(OH)₂·H₂O. L'exemplar tipus d'aquest mineral prové de Sugashima (Japó).
Okhotskita
L'okhotskita rep el seu nom del mar d'Okhotsk. L'exemplar tipus d'aquest mineral prové de Kitami (Japó). La seva fórmula és Ca₂(Mn2+,Mg)(Mn3+,Al,Fe3+)₂(Si₂O₇)(SiO₄)(OH)₂·H₂O.
Poppiita
La poppiita té aquest nom en memòria de Luciano Poppi, professor de mineralogia a la Universitat de Mòdena i Reggio Emilia. Acostuma a trobar-se en petits cristalls prismàtics de fins a 0,6mm. L'exemplar tipus d'aquest mineral prové de Reppia (Liguria, Itàlia). La seva fórmula és Ca₂(V3+,Fe3+,Mg)(V3+,Al)₂(Si₂O₇)(SiO₄)(OH,O)₂·H₂O.
Pumpel·lyïta-(Al)
La pumpel·lyïta-(Al) va ser descoberta a Bertrix (Bèlgica). La seva fórmula és Ca₂(Al,Fe2+,Mg)Al₂(Si₂O₇)(SiO₄)(OH,O)₂·H₂O.
Pumpel·lyïta-(Fe2+)
El primer exemplar de pumpel·lyïta-(Fe2+) va ser trobat a Noril'sk (Rússia). La seva fórmula és Ca₂Fe2+Al₂(Si₂O₇)(SiO₄)(OH)₂·H₂O.
Pumpel·lyïta-(Fe3+)
La pumpel·lyïta-(Fe3+) té la fórmula és Ca₂(Fe3+,Mg,Fe2+)(Al,Fe3+)₂(Si₂O₇)(SiO₄)(OH,O)₂·H₂O. L'exemplar tipus d'aquesta espècie prové de Forra di Bulla (Itàlia).
Pumpel·lyïta-(Mg)
La pumpel·lyïta-(Mg) té la fórmula és Ca₂MgAl₂(Si₂O₇)(SiO₄)(OH)₂·H₂O. L'exemplar tipus d'aquesta espècie prové del comtat de Keweenaw, a Michigan (Estats Units).
Pumpel·lyïta-(Mn2+)
La pumpel·lyïta-(Mn2+) té la fórmula Ca₂(Mn2+,Mg)(Al,Mn3+,Fe3+)₂(Si₂O₇)(SiO₄)(OH)₂·H₂O. Va ser descoberta a Kohsai (Japó).
Shuiskita
La shuiskita rep el seu nom del petròleg rus V. P. Shuisk. Existeix un debat sobre si la shuiskita pot esdevenir una espècie mineral independent fora del grup, ja que, tot i que s'assignen tots els ions Cr3+ al lloc Y, no està clara encara la distribució de Cr entre els llocs X i Y. La seva fórmula és Ca₂(Mg,Al)(Cr,Al)₂(Si₂O₇)(SiO₄)(OH)₂·2H₂O. Va ser descoberta als Urals (Rússia).